# Herkulestornet
Herkulestornet (galiciska och spanska: Torre de Hércules) är ett antikt romerskt fyrtorn på en halvö cirka 2,4 km från staden A Coruña i Galicien, nordvästra Spanien. Den blickar ut över den spanska nordatlantiska kusten, från sin klippa vid inloppet till A Coruñas hamn.

## Utseende
Dagens byggnad är 59 (alternativt 55) meter hög. Den står på en klippa som är 60 (alternativt 57) meter hög. Den kvadradiskt utformade byggnaden är 11,75 meter på var sida, motsvarande 33 romerska fot. Därtill finns en husgrund som går ner 3,20 meter i marken.
Fyrljuset, placerat på 106 meters höjd, motsvarar är fyra vita blänk var tjugonde sekund.
Vid fyrens fot finns en liten kvadratiskt utformad byggnad från antik romersk tid. I anslutning till Herkulestornet finns även en skulpturpark, Monte dos Bicos grottristningar samt en muslimsk begravningsplats.

## Historia

### Bygge och tidiga år
Fyren är minst cirka 1 900 år gammal, och därmed det enda romerska fyrtorn som ännu är i bruk som fyrtorn. Det är inte med säkerhet känt exakt när det är byggt, men en inskription vid foten nämner en arkitekt som veterligt var verksam i Spanien under Trajanus regeringstid (åren 98–117 e.Kr). Senare forskning har dock hittat belägg för datering av bygget antingen till den senare delen av 000-talet, alternativt till Augustus regeringstid, cirka år 4 f.Kr.
Herkulestornet är rest vid inloppet till hamnområdet i A Coruña. Det ursprungliga namnet som de romerska byggherrarna gav byggnaden var Farum Brigantium; farum betyder 'fyr', och Brigantium är ett regionalt namn som ofta används för något högt beläget.

### Medeltiden, förfall
Efter romerska rikets sammanbrott, och medeltidens inträde, förlorade fyrtornet mycket av sin ursprungliga roll. Sjötrafiken minskade, vilket ledde till ett minskat behov av fyrar och fyrbåkar. Under klassisk romersk tid fanns bland annat sjötraden till Britannien för att hämta tenn.
Fyrtornet förföll därmed, och den yttre rampen utefter byggnadens utsida omvandlades till en ruin. Samtidigt underminerade vindar, saltstänk och regionens myckna regn byggnadens hållfasthet, genom sin påverkan på murbruket mellan fyrtornets stenar. Delar av byggnaden försvann, genom att stenarna återanvändes till andra byggen i området. Av den yttre, spiralformade rampen återstod i början av 1300-talet endast rester. Byggnadens (forna) betydelse ledde dock 1448 till att den placerades på stadens A Coruñas stadsvapen.

### Restaurering, världsarv
Det ursprungliga tornet var inte fullt så högt; 1785 restaurerades tornet, som då hade hunnit förfalla ganska illa, och konstruktören (Eustaquio Giannini) lät höja tornet med en åttkantig våning och ännu en vaktkur. I dagens byggnad motsvaras de understa 34,38 metrarna av den ursprungliga romerska konstruktionen och resten av Gianninis restaurering av byggnaden. Giannini ersatte den tidigare yttre rampen utefter byggnadssidan med en inre spiraltrappa.
Fyrtornet är ett av Spaniens nationalmonument och sedan den 27 juni 2009 även ett världsarv. Det är också det näst högsta fyrtornet i Spanien, efter Faro de Chipiona. Det är öppet för besökare, mot en mindre avgift.